# Seleção do Arquipélago de Chagos de Futebol
A Seleção do Arquipélago de Chagos de Futebol representa o Arquipélago de Chagos em algumas partidas de futebol. Como o território é desabitado (exceto a ilha de Diego Garcia, que funciona como uma base militar sob administração dos Estados Unidos), não possui estádio para sediar os jogos. A seleção, criada em 2003, é considerada a representante oficial da diáspora chagosiana.
O primeiro jogo internacional foi contra a Récia (antiga província romana que compreende, atualmente, partes de Áustria, Alemanha, Liechtenstein, Suíça e Itália), em dezembro de 2011. A partida, realizada em Crawley, na Inglaterra, terminou em 6 a 1 para os chagosianos - é, ainda, o resultado mais expressivo já conquistado pelo arquipélago. Um segundo jogo foi organizado, desta vez com os ilhéus jogando como "visitantes", enfrentando o principado de Sealand, que perdeu por 3 a 1. Em fevereiro de 2013, a Associação de Futebol de Chagos foi criada.
Seu maior revés foi contra Ellan Vannin, em agosto de 2017; em um jogo realizado em Douglas, na Ilha de Man, os ilhéus perderam por 14 a 0.
Desde então, Chagos participou de 11 jogos, com 2 vitórias e 9 derrotas.

## Links
- Seleção do Arquipélago de Chagos de Futebol no X